# Masacrul din Texas: Începuturile
Masacrul din Texas: Începuturile (engleză: The Texas Chainsaw Massacre: The Beginning) este un film de groază din 2006, regizat de Jonathan Liebesmnan, cu actorii Jordana Brewster, Matt Bomer și Diora Baird în rolurile principale. Filmul este un prequel al filmului The Texas Chainsaw Massacre din 2003, film regizat de Marcus Nispel.

## Prezentare
Cu două zile înainte de a ajunge în Vietnam,doi frați:Eric și Dean fac un tur prin Travis County alături de iubitele lor.După ce au un accident,șeriful apare la fața locului.Sub pretextul că-i protejează,el îi duce într-o casă a groazei,unde e crescut un viitor criminal.

## Distribuție
- Jordana Brewster-Chrissie
- Matt Bomer-Eric
- Diora Baird-Bailey
- Taylor Handley-Dean
- R.Lee Ermey-șeriful Hoyt
- Andrew Bryniarski-Leatherface
- Lee Tergesen-Holden
- Terrence Evans-Monty
- Kathy Lamkin-doamna cu ceaiul
- Marietta Marich-Luda May
- Leslie Calkins-Sloane Sawyer
- Allison Marich-Luda May tânără
- Lew Temple-șeriful Winston
- Cyia Batten-Alex
- John Larroquette-narator